# Cat Zingano
Cathilee Deborah "Cat" Zingano (Winona, 1 de julho de 1982) é uma lutadora norte-americana de artes marciais mistas, atualmente compete no peso-pena feminino do Bellator.

## Carreira no MMA
Em 10 de Dezembro de 2010, Zingano enfrentou Carina Damm no Crowbar MMA: Winter Brawl. Zingano venceu Carina por nocaute técnico no segundo round.
Zingano enfrentou em seguida Takayo Hashi no Fight To Win: Outlaws em 14 de Maio de 2011. Ela derrotou Takayo Hashi por nocaute com um slam no terceiro round.

### Invicta e Strikeforce
Zingano era esperada para enfrentar Anita Rodriguez no Invicta FC 1, porém foi forçada a se retirar da luta devido à uma lesão.
Zingano então enfrentaria Amanda Nunes no Strikeforce: Melendez vs. Healy em 29 de Setembro de 2012, porém o evento foi cancelado devido à uma lesão de Gilbert Melendez, que defenderia seu título contra Pat Healy.
Zingano enfrentou Raquel Pennington no Invicta FC 3 em 6 de Outubro de 2012. Ela derrotou Raquel Pennington por finalização no segundo round.

### Ultimate Fighting Championship
Em Fevereiro de 2013, foi revelado que Zingano faria a segunda luta feminina na história do UFC. Ela enfrentou Miesha Tate em 13 de Abril de 2013 no The Ultimate Fighter 17 Finale. Zingano venceu por nocaute técnico contra Miesha no terceiro round, e seria técnica do The Ultimate Fighter 18 contra a campeã Ronda Rousey e depois iria enfrentá-la pelo Cinturão Peso Galo Feminino do UFC, porém Zingano sofreu uma grave lesão no joelho que exigia cirurgia e foi substituída por Miesha.
O retorno de Zingano aconteceu em 27 de Setembro de 2014 no UFC 178 contra Amanda Nunes. Em uma luta espetacular, Zingano venceu Amanda no terceiro round por nocaute técnico e se habilitou para uma disputa de cinturão contra Ronda.

## Vida Pessoal
Zingano casou com o lutador e treinador de Jiu-Jitsu brasileiro Mauricio Zingano em 2010. Ele cometeu suicídio em 13 de Janeiro de 2014. Os dois têm um filho chamado Brayden, o que fez dela a primeira mãe a competir no UFC.

## Cartel no MMA
| Cartel no MMA   |             |            |
| 14 lutas        | 10 vitórias | 4 derrotas |
| Por nocaute     | 5           | 1          |
| Por finalização | 3           | 1          |
| Por decisão     | 2           | 2          |

| Res.    | Cartel | Oponente          | Método                                   | Evento                                 | Data       | Round | Tempo | Local                     | Notas                                                                  |
| ------- | ------ | ----------------- | ---------------------------------------- | -------------------------------------- | ---------- | ----- | ----- | ------------------------- | ---------------------------------------------------------------------- |
| Vitória | 12-4   | Olivia Parker     | Finalização (chave de braço)             | Bellator 256: Bader vs. Machida 2      | 09/04/2021 | 1     | 2:56  | Uncasville, Connecticut   |                                                                        |
| Vitória | 11-4   | Gabby Holloway    | Decisão (unânime)                        | Bellator 245: Davis vs. Machida II     | 11/09/2020 | 3     | 5:00  | Uncasville, Connecticut   | Estreia no Bellator; Peso Casado (150 lbs); Holloway não bateu o peso. |
| Derrota | 10-4   | Megan Anderson    | Nocaute Técnico (lesão)                  | UFC 232: Jones vs. Gustafsson II       | 29/12/2018 | 1     | 1:01  | Inglewood, California     | Estreia nos Penas.                                                     |
| Vitória | 10-3   | Marion Reneau     | Decisão (unânime)                        | UFC Fight Night: dos Santos vs. Ivanov | 14/07/2018 | 3     | 5:00  | Boise, Idaho              |                                                                        |
| Derrota | 9-3    | Ketlen Vieira     | Decisão (dividida)                       | UFC 222: Cyborg vs. Kunitskaya         | 03/03/2018 | 3     | 5:00  | Las Vegas, Nevada         |                                                                        |
| Derrota | 9-2    | Julianna Peña     | Decisão (unânime)                        | UFC 200: Tate vs. Nunes                | 09/07/2016 | 3     | 5:00  | Las Vegas, Nevada         |                                                                        |
| Derrota | 9-1    | Ronda Rousey      | Finalização (chave de braço)             | UFC 184: Rousey vs. Zingano            | 28/02/2015 | 1     | 0:14  | Los Angeles, California   | Pelo Cinturão Peso Galo Feminino do UFC.                               |
| Vitória | 9-0    | Amanda Nunes      | Nocaute Técnico (cotoveladas)            | UFC 178: Johnson vs. Cariaso           | 27/09/2014 | 3     | 1:21  | Las Vegas, Nevada         |                                                                        |
| Vitória | 8-0    | Miesha Tate       | Nocaute Técnico (joelhadas e cotovelada) | The Ultimate Fighter 17 Finale         | 13/04/2013 | 3     | 2:55  | Las Vegas, Nevada         | Estreia no UFC; Luta da Noite                                          |
| Vitória | 7-0    | Raquel Pennington | Finalização (mata leão)                  | Invicta FC 3: Penne vs Sugiyama        | 06/10/2012 | 2     | 3:32  | Kansas City, Kansas       | Retornou aos Galos.                                                    |
| Vitória | 6-0    | Takayo Hashi      | Nocaute (slam)                           | Fight To Win: Outlaws                  | 14/05/2011 | 3     | 4:42  | Denver, Colorado          | Ganhou o Cinturão Feminino de 125 lbs do Fight To Win                  |
| Vitória | 5-0    | Carina Damm       | Nocaute Técnico (socos e cotoveladas)    | Crowbar MMA: Winter Brawl              | 10/12/2010 | 2     | 3:37  | Grand Forks, North Dakota |                                                                        |
| Vitória | 4-0    | Ivana Coleman     | Nocaute Técnico (socos)                  | Ring Of Fire 38: Ascension             | 05/06/2010 | 1     | 1:54  | Broomfield, Colorado      | Tornou-se a primeira Campeã Feminina de 125 lbs do Ring Of Fire        |
| Vitória | 3-0    | Barb Honchak      | Decisão (unânime)                        | Fight To Win: Phenoms                  | 30/01/2010 | 3     | 5:00  | Denver, Colorado          | Ganhou o Cinturão Feminino de 130 lbs do Fight To Win                  |
| Vitória | 2-0    | Angela Samaro     | Finalização (anaconda choke)             | Ring Of Fire 33: Adrenaline            | 10/01/2009 | 2     | 3:40  | Broomfield, Colorado      |                                                                        |
| Vitória | 1-0    | Karina Taylor     | Finalização (chave de braço)             | Ring Of Fire 32: Respect               | 13/06/2008 | 1     | 2:30  | Broomfield, Colorado      | Tornou-se a primeira Campeã Feminina de 135 lbs do Ring of Fire        |